# Liao Hua
En aquest nom xinès, el cognom és Liao.
Liao Hua (mort el 264 EC), originalment anomenat Liao Chun (廖淳), nom estilitzat Yuanjian (元儉), va ser un general militar servint sota el senyor de la guerra Liu Bei durant el període de la tardana Dinastia Han Oriental i l'era dels Tres Regnes de la història xinesa.

## Biografia
Poc ha estat conegut sobre els primers anys de Liao Hua, i la novel·la històrica, del Romanç dels Tres Regnes, de Luo Guanzhong, relata el rerefons i passat de Liao com a membre dels Rebels del Turbant Groc. Històricament, tot i això, ell probablement va treballar com administratiu a la Província de Jing, i va esdevenir el secretari de Guan Yu durant els seus anys mitjans de carrera. Després del fracàs de Guan Yu a la batalla de Fancheng (el paper de Liao Hua en la batalla es desconeix), Liao va ser capturat per les forces de Sun Quan. Decidit de tornar amb el seu governant anterior, Liu Bei, Liao Hua va escenificar la seva pròpia mort i va induir als altres a creure-la. Llavors va agafar a la seva mare i va escapar cap a l'oest, viatjant nit i dia. Mentrestant, Liu marxava cap a l'est, i els dos es van acabar trobant a Zigui. Liu Bei estava molt content, i va fer a Liao gran administrador de Yidu.
Després de la mort de Liu Bei, Liao es va fer l'assessor militar del Primer Ministre de Shu Han, Zhuge Liang. Més tard va esdevenir el controlador de la regió de Guangwu, i va ser promogut al càrrec de General dels Carruatges i Cavalleria de la Dreta, va ser fet inspector designat de Província de Bing, i se li va concedir el títol de Marquès de Zhongxiang. Era famós per la seva determinació i ferocitat, i va participar en diverses campanyes tardanes de Shu contra l'estat de Cao Wei. Després de la rendició de Shu Han, Liao Hua es va traslladar a Luoyang, però va morir pel camí, a una edat superior als 70.
Liao Hua va ser molt crític amb Jiang Wei i les seves campanyes tardanes, declarant "Aquell que no aparta els seus braços segurament acabarà cremant-se […] La seva intel·ligència no és més gran que la de l'enemic, i el seu nombre de forces és menor que el de l'enemic. Això no obstant, ell empra les tropes sense parar - Com?"

## En la ficció
Liao Hua és una de les figures històriques més engrandides en la novel·la històrica del Romanç dels Tres Regnes de Luo Guanzhong. Les següents són algunes històries rellevants en les quals està involucrat Liao durant la novel·la:

### Inicis
Segons la novel·la Liao Hua era un seguidor de Zhang Jiao durant la Rebel·lió dels Turbants Grocs en el 184. Després de l'aixecament fallit, Liao Hua va fer de brètol per algun temps, dirigint una força de més de 500 bandits que saquejava i robava a prop dels llacs i rius.
Després que el servei temporal de Guan Yu amb Cao Cao va acabar en el 200, aquest començà a dirigir-se a Gucheng amb les dues esposes del seu germà de jurament, Liu Bei. En algun moment durant el viatge, quan Guan hi era fora, un bandit amb el nom de Du Yuan es va acostar al carruatge i van segrestar a les dues dones. Després de dur-les a uns turons propers, Du Yuan es va confrontar amb Liao Hua, el qual li exigia que les posés en llibertat, sabent que hi eren de bressol noble. Du es negà, però li oferí una d'elles a Liao en concepte de compensació. Liao Hua va rebutjar l'oferta i en compte d'això matà a Du Yuan, tallant-li el cap i lligant-lo al voltant del coll del seu cavall. Després va anar amb les dones de tornada a Guan Yu. Allí, Liao Hua va quedar impressionat amb Guan Yu, que no van manifestar cap signe de por en la cara davant d'un Liao que brandava una llança i muntava en un cavall amb un cap tallat lligat al voltant del seu coll. Guan en el seu lloc s'ho va agrair amablement al bandit i Liao li va demanar de poder d'unir-se a ell en el seu viatge; però Guan Yu, adonant-se del mocador groc al voltant del cap Liao Hua, ho refusà i el va deixar enrere. Més endavant, Guan ho reconsideraria i va permetre que Liao Hua se li unís. D'ençà d'aquell dia, Liao es va convertir en un dels oficials de major confiança de Guan Yu, sovint posat a càrrec de la unitat d'avantguarda i rebent promocions equitativament juntament amb el fill de Guan Yu, Guan Ping.

### Batalla de Fancheng
Quan Guan Yu va marxar-hi a Xiangyang en el 219, Liao Hua i Guan Ping van ser fets líders de l'avantguarda. A mesura que l'exèrcit s'apropava a la regió, Liao va rebre ordres de batre's a duel amb el general de Wei, Zhai Yuan. Poc després d'iniciat el duel, Liao fingí una lesió i es va retirar, atraient a Zhai Yuan i al seu exèrcit a una trampa. Després de recórrer diverses milles de distància, una força dirigida per Liao Hua i Guan Ping va començar a perseguir Zhai Yuan i a la seva força. Guan Ping va matar a Zhai Yuan i l'oficial al comandament de Wei, Cao Ren, adonant-se que açò hi era una maniobra planificada, es va retirar al seu castell, però es va trobar havia estat ocupat per Guan Yu, que el va desafiar a un duel. Esporuguit, Cao Ren se'n va retirar. Wang Fu va fer observacions sobre la derrota de Wei, però advertí a Guan Yu que Wu, dirigit per Lü Meng, podria plantejar problemes. Aquest consell va provar esser-hi correcte, ja que Wu va unir-se a la batalla amb una força aclaparadora de tropes. Una vegada Guan Yu va ser assetjat a la ciutat de Maicheng, ell va requerir que un oficial cavalqués per arribar a demanar reforços al castell de Liu Feng, i Liao Hua es va oferir coma voluntari. Fent el seu camí cap a Maicheng, Ding Feng va tractar d'impedir-s'ho, però va ser aturat per Guan Ping; aquesta va ser l'última vegada que Liao Hua veuria al seu company. Va ser capaç de viatjar a soles, a través de l'horda vinent de soldats de Wu, arribant finalment a Liu Feng. Liu Feng, això no obstant, es va negar a enviar reforços i subministraments, ja que Guan Yu estava sent assetjat per tropes aclaparadores de Wu i podria ser massa arriscat per a un rescat. Contrariejat, Liao Hua va cavalcar cap a la capital de Shu a Chengdu i va informar a Liu Bei de la negativa de Liu Feng per ajudar a Guan Yu; Liu Bei, enfurismat, llavors va ordenar l'execució de Liu Feng.

### Campanyes del Nord de Zhuge Liang
Liao Hua va tenir un paper rellevant a les Expedicions del Nord de Zhuge Liang. En el 229, quan Zhuge Liang era atacant Chencang, ell va comandar Liao Hua, Wang Ping i Zhang Ni per matar Wang Shuang. Quan els tres van arribar cavalcant a la posició de Wang Shuang, Zhang Ni va desafiar a l'oficial de Wei a un duel. Durant la lluita, Wang Shuang va llançar el martell meteor a Zhang Ni i el va colpejar a l'esquena. Zhang va caure sobre la seva cadira de muntar, boçant sang. Wang Shuang es va acostar per assestar-li el colp final, però va ser repel·lit enrere per Liao Hua i Wang Ping, que rescataren a Zhang Ni i van tornar cap a Zhuge Liang. Després de presenciar que els tres generals que tornaven sense una victòria, Zhuge Liang va comentar sobre Wang Shuang, "ningú no pot contra ell." Wang Shuang va ser derrotat posteriorment per Wei Yan.
Durant la campanya de Zhuge Liang a Qishan, Liao Hua es va quedar amb Jiang Wei en una muntanya propera, observant la batalla. En veure la força de l'enemic, Liao i Jiang van obrir una bossa de seda que els havia donat Zhuge Liang per traçar un pla secret. Aquest deia de viatjar al campament de Sima Yi i causar-hi que aquest últim es retirés, així que els dos va dividir la seva força militar i es van dirigir cap al campament enemic. Creient que era un ardit ocult de Zhuge Liang, Sima Yi de fet es va retirar. Més tard, Liao Hua i Guan Xing van bloquejar les vies d'escapament de l'exèrcit Wei. En veure açò, el general de Cao Zhen Qin Liang va anar a enfrontar-se a Liao Hua en un duel, però va ser mort pràcticament immediatament per Liao.
A la Vall Gourd, Liao Hua albirà a Sima Yi fugint a cavall del camp de batalla. Liao va perseguir-lo a través d'un bosc dens, i sent un genet expert, va ser capaç d'abastar-lo i acostar-se prou a ell per atacar a l'estrateg de Wei; però quan Sima es va desviar girant al voltant d'un arbre, Liao es va fallar l'atac i la seva espasa es va clavar en un arbre, permetent escapar a Sima Yi. Duran la persecució això no obstant, Sima va deixar caure el seu estimat casc d'or. Liao Hua va prendre el casc i la va lligar al voltant de la seva cadira de muntar com un recordatori per a ell per haver perdut al seu objectiu. Llavors viatjà de tornada a Zhuge Liang, que el va premiar amb el primer grau de mèrit pel seu intent. Aquest esdeveniment va emprenya a Wei Yan que sentia que Liao estava sent injustament lloat. Zhuge Liang s'adonà d'això però no va dir res, conduint a un lleu disgust per la seva part per la gelosia Wei Yan.
Just abans que Zhuge Liang faltés, ell va nomenar Liao Hua, juntament amb Ma Dai, Wang Ping, Zhang Ni i Zhang Yi, com els generals lleials de Shu que s'haurien de mantenir entre les files.

### Vida tardana
En el 253, mentre Liao Hua i Zhang Yi estaven dirigint la seva força cap al nord, Liao va ser desafiat duel by Wei Xu Zhi, brandant una poderosa destral divisora de muntanyes. Liao Hua va acceptar, però després de diverses rondes, la seva edat es va fer evident. En adonar-se que no tenia la resistència per guanyar avantatge sobre el jove Xu Zhi, Liao es va aprofitar d'una finta i va deixar que Zhang Yi ocupés el seu lloc en el duel; però Zhang Yi va ser derrotat de forma ràpida i es va retirar juntament amb Liao Hua. Més tard, Jiang Wei va fer un pla per atacar a la força de Xu Zhi i va comandar-hi a Liao Hua i Zhang Yi per dirigir exèrcits separats des de direccions oposades. Els dos van acceptar i es van efectuar amb èxit un atac per sorpresa. Malgrat que la seva força va ser anihilada, Xu Zhi va aconseguir escapar il·lès. Això no obstant, durant la seva fugida, es va trobar amb una emboscada dirigida per Jiang Wei, i va ser mort de seguida. Més tard, Sima Zhao va fugir a cavall del seu campament, després d'una ataca sorpresa dirigit per Xiahou Ba. Liao Hua, això no obstant, el va esperar en la ruta d'escapament; i Sima Zhao, aclaparat per la por en veure a Liao, va fugir cap a les muntanyes on va exclamar "La mort sens dubte vindrà per mi ací!" Jiang Wei va veure açò com una redempció per haver-se'l escapat Sima Yi a Liao a la Vall Gourd, però Sima Zhao va sobreviure a la terrible experiència.
Quan Liao Hua va marxar cap a Qishan en el 258, es va amagar en els pujols amb els seus homes. Quan el general de Wei, Zheng Lun, es va aproximar, una bomba va esclatar. Els tambors van començar a retrunyir i a mesura que el fum es va dissipar, Zheng Lun va entreveure a Liao Hua dempeus davant d'ell. Cap dels dos es va quedar per parlamentar, i es va enfrontar en un duel. En la primera ronda, Liao va tombar Zheng. Açò el donà una oportunitat a Zhang Yi per penetrar en la formació enemiga a atacar a Deng Ai. Deng va escapar viu, però amb quatre ferides de fletxa. Poc després, Deng Ai va enviar a Dang Jun a Shu per parlar amb l'eunuc Huang Hao. A Huang se li va pagar ben bé i en va convèncer a Liu Shan d'ordenar-hi la retirada. Tot i que ignorava el motiu, Jiang Wei va ser convocat per un Edicte Imperial sent així que podia desobeir; però Liao Hua va refutar aquestes ordres i aconsellà a Jiang Wei que "un líder en el camp de batalla és independent i no té per què obeir ni el comandament del seu príncep." Encara que Jiang Wei acabaria seguint les demandes de Liu Shan, Liao Hua es convertí d'alguna manera en el seu assessor personal després d'aquest fet, i va ser sovint convocat per aconsellar fins que Shu Han es va rendir a Cao Wei en el 263.
Quan Sima Zhao va ser fet Primer Ministre i Duc de Jin en el 260, Jiang Wei va prendre això com una oportunitat per castigar Wei per la deposició en contra del seu governant, Cao Huan. El nombre d'homes en l'exèrcit va ascendir a un total de 150.000 i Liao Hua va ser fet líder de l'avantguarda mentre marxava a la Vall Ziwu. En aquest punt, Deng Ai manà Wang Guan a la Vall Xie on Jiang Wei n'hi era estacionat. Wang Guan va fingir de fer defecció, i tot i que Jiang Wei en sabia d'açò, va fer creure el contrari a Wang. Jiang Wei llavors ordenà a Liao Hua i Zhang Yi de capturar Qishan mentre que ell usava la coneguda lleialtat de Wang Guan com a mitjà per atraure a Deng Ai dins d'una trampa i allunyar-lo de Qishan. El pla funcionà i Jiang va derrotar-hi a Deng, però ell va patir grans baixes i Deng va tornar a Qishan abans que aquesta pogués presa. Dos anys després, Jiang Wei va demanar permís de Liu Shan per atacar novament Cao Wei. Se li va concedir l'esmentat permís, però abans que els últims preparatius foren completats, ell va qüestionar Liao Hua sobre la millor manera de començar l'expedició. Inesperadament, Liao aconsellà Jiang de no marxar i va dir que el poble de Shu havia estat lluitant durant anys sense descans. Molest pel consell del seu General en Cap, Jiang Wei replicà, "l'anterior Primer Ministre ho va intentar en sis vegades, tot per l'estat. Jo he atacat vuit vegades. Algú d'eixos atacs fou per servir als meus propòsits personals? En aquesta ocasió aniré a atacar Taoyang, i que ningú no em diga que no. Castigaré l'oposició amb la mort." Així que Liao Hua es va quedar enrere per protegir Hanzhong mentre Jiang marxava cap a Taoyang amb 300.000 soldats. Jiang Wei va ser derrotat.
Amb els recursos drenats, Jiang Wei i Liao Hua van intentar una campanya més en contra de Wei, però no van tenir èxit i van lliurar Shu esgotat. Després que la rendició de Liu Shan va ser oficial, ell es va traslladar a Luoyang amb molts dels seus funcionaris, incloent Fan Jian, Qiao Zhou i Xi Zheng. Liao Hua, això no obstant, s'avergonyia del seu regne i es va negar a seguir el seu antic governant, simulant una malaltia com una excusa. Ell va morir de pena poc després.
Liao Hua va ser l'únic general de Shu que va viure per veure des del naixement de l'estat fins a la seva desaparició. Encara que la seva edat exacta no s'especifica, sembla probable que per la seva longevitat Liao fora en la novel·la un nen soldat durant la Rebel·lió dels Turbants Grocs i es va mantenir actiu fins ben entrat els 80 o 90. En la seva carrera, Liao Hua va aconseguir el segon rang de general més alt, provant-se a si mateix en la batalla en diverses ocasions. Açò va ser, segons alguns, el reflex més eloqüent de la mala sort que va assolar sobre Shu Han. Després de tot, molts dels més grans generals de Shu, tals com Guan Yu, Zhang Fei i Huang Zhong, havien mort prematurament i no pogueren viure per veure les prosperitats posteriors de Shu.

## Llegat
Hi ha un proverbi xinès que es tradueix en "Shu ja no en té més comandants famosos, Liao Hua està al capdavant de l'avantguarda". Es parla dels últims anys de Shu Han, quan tots els generals importants havien mort, deixant a Liao Hua com el general més prestigiós de Shu. El proverbi es fa servir per descriure algú que aparentment no és apte per a un treball forçós, però que tot i així està disposat a enfrontar-se al que semblen ser insuperables adversitats en contra.